# Jeżówka (Białoruś)
Jeżówka – dawna kolonia. Tereny, na których była położona, leżą obecnie na Białorusi, w obwodzie witebskim, w rejonie brasławskim, w sielsowiecie Mieżany.

## Historia
W czasach zaborów ówczesny zaścianek leżał w granicach Imperium Rosyjskiego.
W latach 1921–1939 kolonia leżała w Polsce, w województwie nowogródzkim (od 1926 w województwie wileńskim) w powiecie brasławskim w gminie Dryświaty.
Według Powszechnego Spisu Ludności z 1921 roku zamieszkiwały tu 43 osoby, 1 była wyznania rzymskokatolickiego, a 42 staroobrzędowego. Jednocześnie 1 mieszkanie zadeklarował polską przynależność narodową, 18 białoruską, a 24 rosyjską. Było tu 6 budynków mieszkalnych. W 1931 w 10 domach zamieszkiwało 59 osób.
Miejscowość należała do parafii rzymskokatolickiej w Dryświatach. W 1933 podlegała pod Sąd Grodzki w m. Turmont i Okręgowy w Wilnie; właściwy urząd pocztowy mieścił się w Dryświatach.